# Uldin
Uldin (lat: Uldin, umro 412. god.) je bio jedan od najmoćnijih hunskih poglavara koji su živjeli sjeverno od Dunava u razdoblju koje je prethodilo Atilinom usponu u doba vladavine istočnorimskih (bizantskih) careva Arkadija (395. – 408.) i Teodozija II. (408. – 450.). 
Uldin je prvo postao poznat među Rimljanima u prosincu 400. godine kada je porazio odmetnutog carskog vojskovođu Gota Gainasa, odrubio mu glavu i poslao je u Carigrad Arkadiju kao poklon. Zauzvrat, car mu je poslao bogate darove i ponudio status rimskog saveznika. Šest godina kasnije (406.), Uldin je osobno zajedno sa svojim saveznicima Skirima pomogao zapadnorimskom vojskovođi Stilihonu pri obrani starog središta carstva od gotskog kralja Radagaisa.